# Liste der Naturdenkmale im Erzgebirgskreis
Die Liste der Naturdenkmale im Erzgebirgskreis nennt die Listen der in den Städten und Gemeinden im Erzgebirgskreis in Sachsen gelegenen Naturdenkmale.

## Naturdenkmale im Erzgebirgskreis
Um eine Übersicht der Naturdenkmale im Landkreis zu schaffen, wurde diese Liste erstellt.

Diese Liste ist zur besseren Bearbeitung in Teillisten für die Städte und Gemeinden im Erzgebirgskreis unterteilt.
| Stadt/Gemeinde        | Liste                                               | Bilder |
| --------------------- | --------------------------------------------------- | ------ |
| Amtsberg              | Liste der Naturdenkmale in Amtsberg                 |        |
| Annaberg-Buchholz     | Liste der Naturdenkmale in Annaberg-Buchholz        |        |
| Aue-Bad Schlema       | Liste der Naturdenkmale in Aue-Bad Schlema          |        |
| Auerbach              | Liste der Naturdenkmale in Auerbach (Erzgebirge)    | N      |
| Bärenstein            | Liste der Naturdenkmale in Bärenstein (Erzgebirge)  | N      |
| Bockau                | Liste der Naturdenkmale in Bockau                   | N      |
| Börnichen/Erzgeb.     | Liste der Naturdenkmale in Börnichen/Erzgeb.        | N      |
| Breitenbrunn/Erzgeb.  | Liste der Naturdenkmale in Breitenbrunn/Erzgeb.     |        |
| Burkhardtsdorf        | Liste der Naturdenkmale in Burkhardtsdorf           | N      |
| Crottendorf           | Liste der Naturdenkmale in Crottendorf              |        |
| Deutschneudorf        | keine Naturdenkmale bekannt                         | N      |
| Drebach               | Liste der Naturdenkmale in Drebach                  |        |
| Ehrenfriedersdorf     | Liste der Naturdenkmale in Ehrenfriedersdorf        |        |
| Eibenstock            | Liste der Naturdenkmale in Eibenstock               |        |
| Elterlein             | Liste der Naturdenkmale in Elterlein                |        |
| Gelenau/Erzgeb.       | Liste der Naturdenkmale in Gelenau/Erzgeb.          | N      |
| Geyer                 | Liste der Naturdenkmale in Geyer                    |        |
| Gornau/Erzgeb.        | Liste der Naturdenkmale in Gornau/Erzgeb.           | N      |
| Gornsdorf             | Liste der Naturdenkmale in Gornsdorf                | N      |
| Großolbersdorf        | Liste der Naturdenkmale in Großolbersdorf           | N      |
| Großrückerswalde      | Liste der Naturdenkmale in Großrückerswalde         |        |
| Grünhain-Beierfeld    | Liste der Naturdenkmale in Grünhain-Beierfeld       | N      |
| Grünhainichen         | Liste der Naturdenkmale in Grünhainichen            | N      |
| Heidersdorf           | Liste der Naturdenkmale in Heidersdorf              | N      |
| Hohndorf              | Liste der Naturdenkmale in Hohndorf                 |        |
| Jahnsdorf/Erzgeb.     | Liste der Naturdenkmale in Jahnsdorf/Erzgeb.        | N      |
| Johanngeorgenstadt    | Liste der Naturdenkmale in Johanngeorgenstadt       |        |
| Jöhstadt              | Liste der Naturdenkmale in Jöhstadt                 | N      |
| Königswalde           | Liste der Naturdenkmale in Königswalde              | N      |
| Lauter-Bernsbach      | Liste der Naturdenkmale in Lauter-Bernsbach         | N      |
| Lößnitz               | Liste der Naturdenkmale in Lößnitz (Erzgebirge)     |        |
| Lugau                 | Liste der Naturdenkmale in Lugau                    | N      |
| Marienberg            | Liste der Naturdenkmale in Marienberg               |        |
| Mildenau              | Liste der Naturdenkmale in Mildenau                 | N      |
| Neukirchen/Erzgeb.    | Liste der Naturdenkmale in Neukirchen/Erzgeb.       | N      |
| Niederdorf            | keine Naturdenkmale bekannt                         | N      |
| Niederwürschnitz      | Liste der Naturdenkmale in Niederwürschnitz         | N      |
| Oberwiesenthal        | Liste der Naturdenkmale in Oberwiesenthal           | N      |
| Oelsnitz/Erzgeb.      | Liste der Naturdenkmale in Oelsnitz/Erzgeb.         |        |
| Olbernhau             | Liste der Naturdenkmale in Olbernhau                |        |
| Pockau-Lengefeld      | Liste der Naturdenkmale in Pockau-Lengefeld         |        |
| Raschau-Markersbach   | Liste der Naturdenkmale in Raschau-Markersbach      | N      |
| Scheibenberg          | Liste der Naturdenkmale in Scheibenberg             | N      |
| Schlettau             | Liste der Naturdenkmale in Schlettau                |        |
| Schneeberg            | keine Naturdenkmale bekannt                         | N      |
| Schönheide            | Liste der Naturdenkmale in Schönheide               |        |
| Schwarzenberg/Erzgeb. | Liste der Naturdenkmale in Schwarzenberg/Erzgeb.    |        |
| Sehmatal              | Liste der Naturdenkmale in Sehmatal                 |        |
| Seiffen/Erzgeb.       | Liste der Naturdenkmale in Seiffen/Erzgeb.          |        |
| Stollberg/Erzgeb.     | Liste der Naturdenkmale in Stollberg/Erzgeb.        | N      |
| Stützengrün           | Liste der Naturdenkmale in Stützengrün              | N      |
| Tannenberg            | keine Naturdenkmale bekannt                         | N      |
| Thalheim/Erzgeb.      | Liste der Naturdenkmale in Thalheim/Erzgeb.         | N      |
| Thum                  | keine Naturdenkmale bekannt                         | N      |
| Thermalbad Wiesenbad  | Liste der Naturdenkmale in Thermalbad Wiesenbad     |        |
| Wolkenstein           | Liste der Naturdenkmale in Wolkenstein (Erzgebirge) |        |
| Zschopau              | Liste der Naturdenkmale in Zschopau                 | N      |
| Zschorlau             | Liste der Naturdenkmale in Zschorlau                | N      |
| Zwönitz               | Liste der Naturdenkmale in Zwönitz                  |        |